# مجرة انفجار نجمي

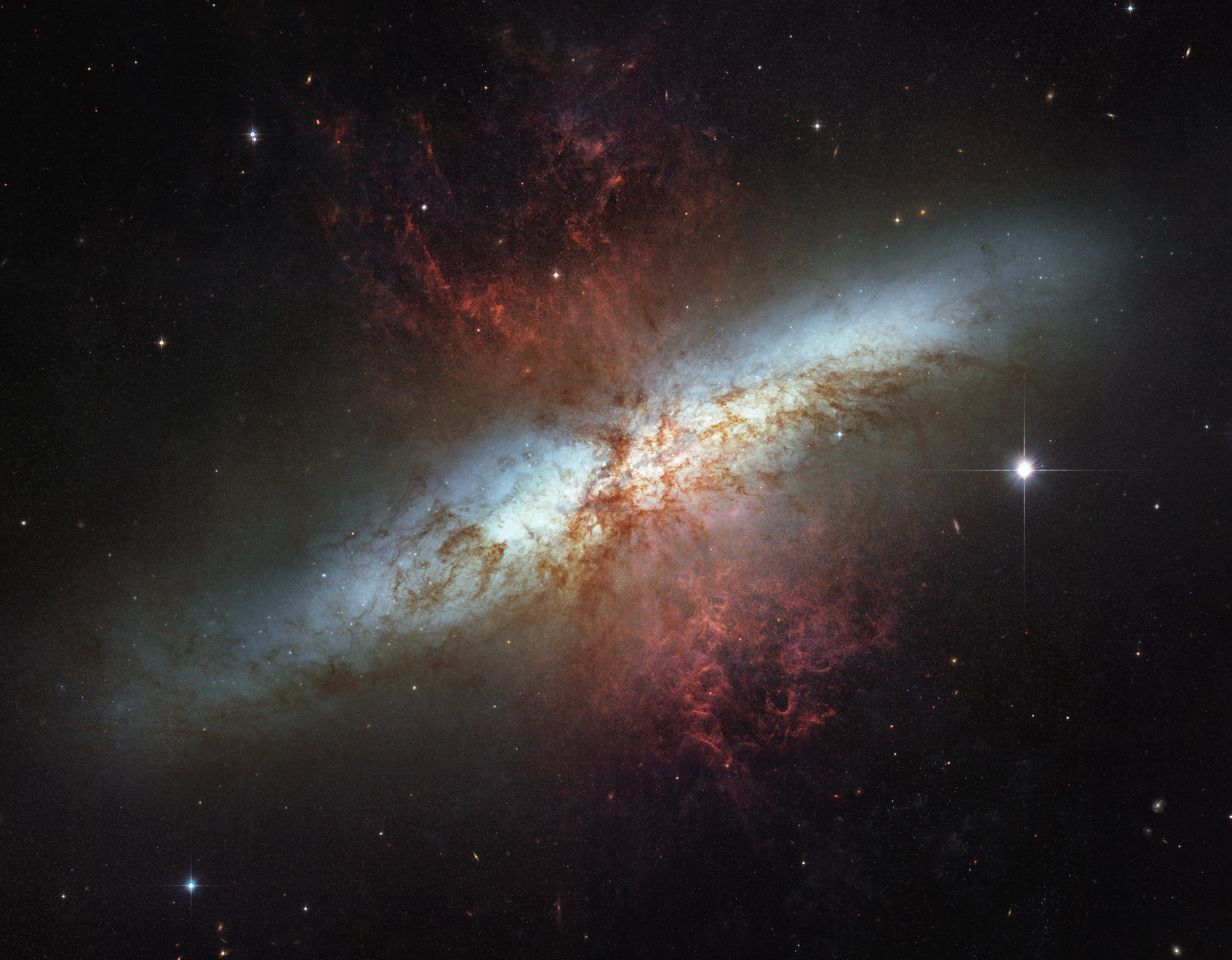
مجرة انفجار نجمي مسييه 82، صورة التقطها تلسكوب هابل الفضائي. يظهر الهيدروجين المتأين الناشئ عن رياح نجمية عظيمة بلون أحمر.

مجرة تفجر نجمي أو مجرة انفجار نجمي في الفلك (بالإنجليزية: Starburst galaxy) هي مجرة تتميز بنشاط كبير لنشأة نجوم جديدة فيها بالمقارنة بمجرة عادية أخرى بنفس الحجم.
أحيانا يكون التمييز بينها ومجرات عادية أخرى صعبا. ويصنف العلماء نوع مجرة الانفجار النجمي على أنها تلك المجرات التي يجري فيها تكوّن نجوم جديدة بكثرة بحيث لا يكفي مافيها من غاز لبقائها لمدة أطول من عدة مليارات من السنين. وقد يستعمل وصف مجرة أنفجار نجمي أحيانا لوصف أجزاء من مجرة تجري فيها نشأة نجوم جديدة بكثرة. ولكن هذا التعريف لا ينطبق على مناطق صغيرة عادية ينشأ فيها نجوم مثلما يحدث في مجرات حلزونية.

## تطورها

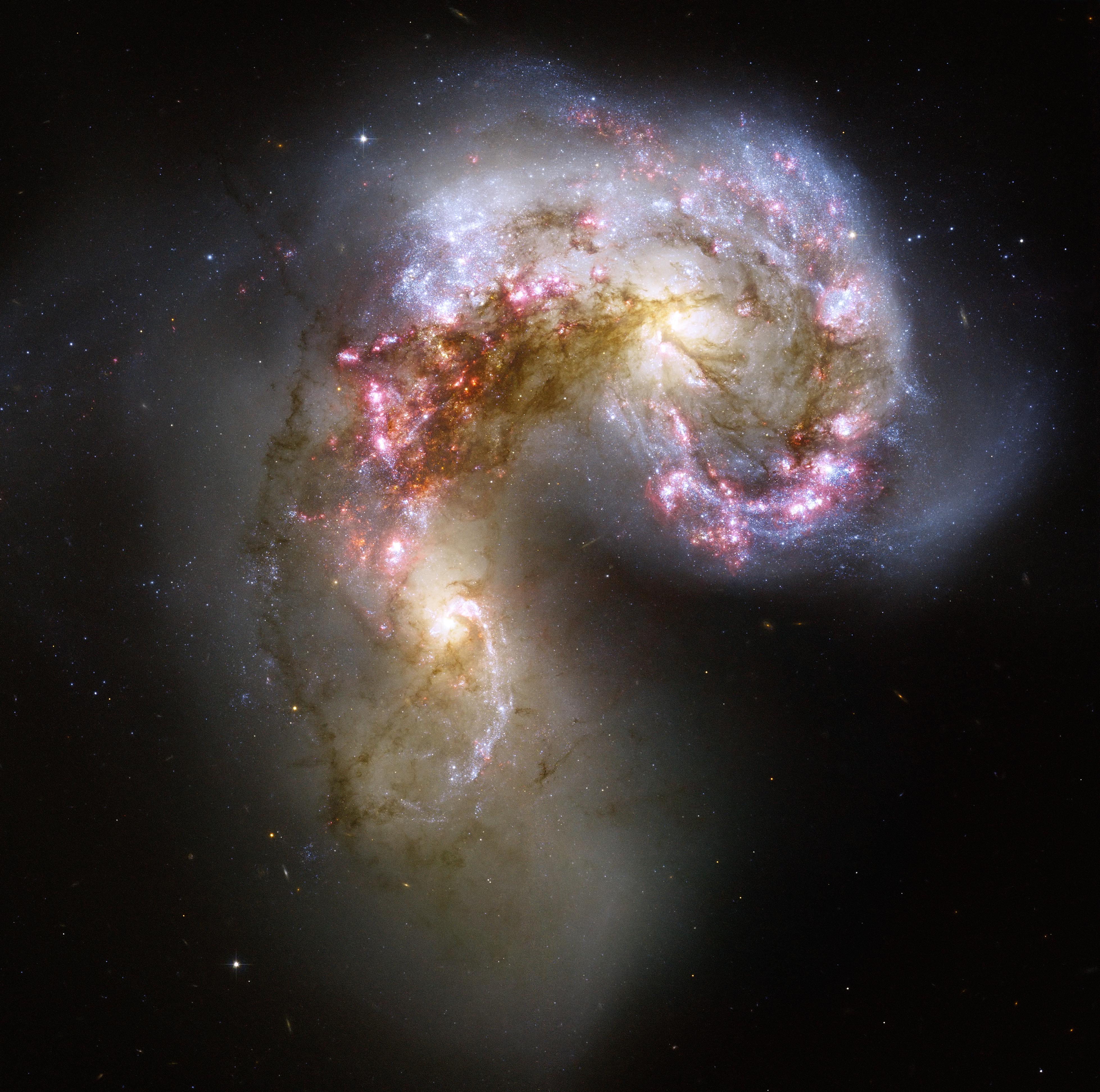
مجرة الهوائي كمثال لمجرة انفجار نجمي ناشئ عن تصادم المجرتين NGC 4038/NGC 4039، بتصريح من ناسا / إيسا.

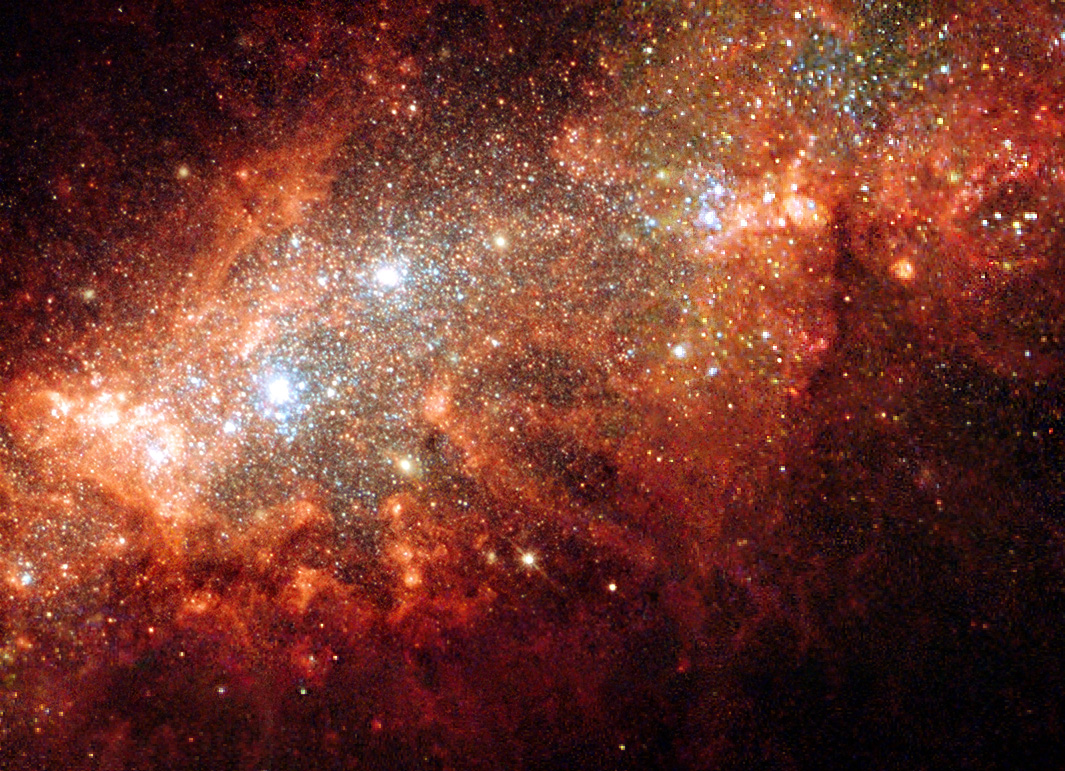
نشاط نشأة نجوم في المنطقة المركزية بالمجرة القزمة
NGC 1569، صورة من تلسكوب هابل الفضائي.

تصدر النجوم الناشئة التي تتكون خلال انفجار نجمي اشعاعات كثيفة من الأشعة فوق البنفسجية وهذه تعمل على تأين الوسط الغازي بين النجوم في المجرة المعنية. وتحوي مجرات الأنفجار النجمي نسبة كبيرة من الغبار مما يجعله يمتص قدرا كبيرا من ضياء النجوم الجديدة ويعيد اشعاعها بنحو 90% في نطاق الأشعة تحت الحمراء (يمتص الغبار الأشعة فوق البنفسجية ويعيد إصدارها في هيئة أشعة كهرومغناطيسية أقل طاقة في نطاق الأشعة تحت الحمراء). لذلك فقد شوهدت ودرست أنواع عديدة مختلفة خلال المسح الفلكي في نطاق الأشعة فوق البنفسجية وخصوصا من العالم الفلكي بنيامين ماركاريان والعلماء العاملين معه خلال الستينيات من القرن الماضي وكذلك في نطاق الأشعة تحت الحمراء البعيدة، وكان ذلك باستخدام القمر الصناعي للاشعة تحت الحمراء الفلكية IRAS. واتضح أن كثيرا من مجرات الأشعة تحت الحمراء عبارة عن مجرات انفجار نجمية، وأحد أمثالها المجرة مسييه 82.
تأثيرات الجاذبية المتبادلة بين مجرات واندماج المجرات مع بعضها البعض تثير نشاط تكوّن نجوم جديدة مثلما يحدث بالنسبة لتيرات الغاز على طول ضلع المجرات الضلعية. وتقوم الدراسات المتعلقة بمجرات الانفجار النجمي بدراسة من بينها توزيع كثافة الغاز في النجوم الناشئة حديثا، ودراسة تكوّن تجمعات نجمية بالغة الكتلة في مناطق الانفجار النجمي وكذلك دراسة الرياح النجمية الناشئة عن الإشعاع في باطن النجوم العملاقة الجديدة وما تلفظه من مادة تعيدها إلى الفضاء. وعن طريق الريح النجمية وانفجار مستعرات عظمى في مجرات الانفجار النجمي يمكن أن تعمل على تسخين جزء من الوسط الغازي بين النجوم إلى حد يسمح بانطلاقها في صورة ريح نجمية فائق.

## عوامل حدوث تفجر نجمي

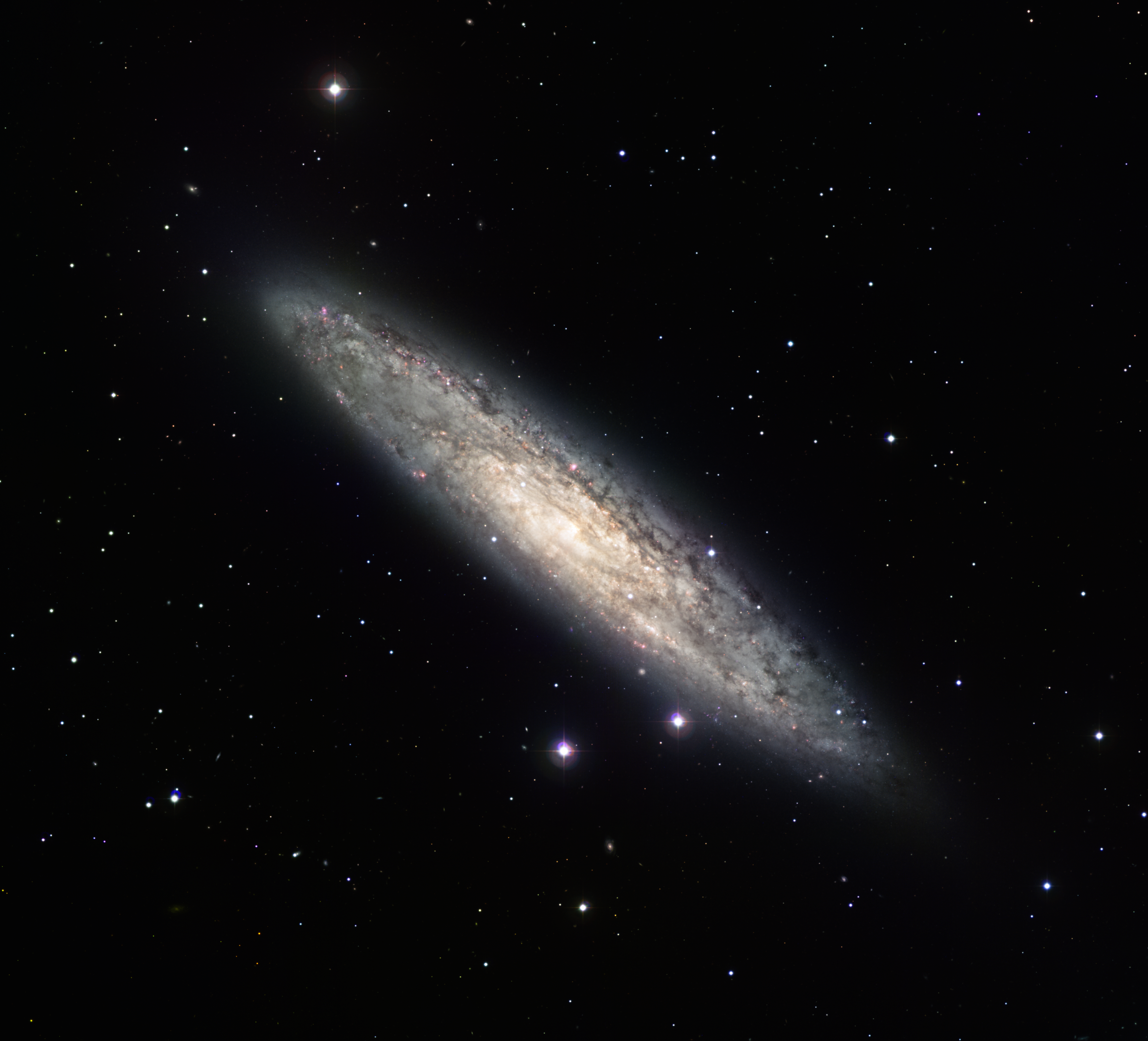
المجرة إن جي سي 253.

يتطلب التفجر النجمي وجود غاز كثيف يكفي لتكوين نجم، وقد يكون الحافز على تكوين النجم تقارب مجرتين مثلما في حالة مسييه81 ومسييه 82 أو تصادم مجرتين كما في حالة مجرة الهوائي، أو بفعل قوى أخرى تعمل على انهيار مادة على مركز مجرة.
تسود داخل منطقة التفجر النجومي أحوال شديدة غير عادية، ويساعد وجود الغاز الوفير الكثيف على تكوّن نجوم عملاقة قد تصل كتلها في بعض الأحيان إلى نحو 100 كتلة شمسية أو أكثر. وتعمل النجوم الناشئة الجديدة على تأين الغاز حولها والذي هو بطبيعة الحال غاز الهيدروجين الذي يتأين ويصبح منطقة هيدروجين II. يكون الاندماج النووي في النجم شديدا ويصبح النجم متألقا، وكلما كانت كتلة النجم كبيرة كلما كان معدل الاندماج النووي فيه عاليا وبالتالي تكون حرارته عالية فيستهلك وقودة بسرعة نسبيا بحيث ينتهي وقودة في فترة قصير تصل في بعض الأحيان 50 مليون سنة (هذا عمر نجم عملاق يفوق كتلة الشمس 50 مرة، في حين أن الشمس بكتلتها الصغيرة نسبيا تحرق وقودها بمعدل أقل وبالتالي فهي تعمر أطول، ويقد عمر الشمس الإجمالي بنحو 10 مليارات سنة).
عند نهاية عمر النجم العملاق ينفجر في هيئة مستعر أعظم وتتناثر طبقاته الخارجية في الفضاء أما قلبه الثقيل فيتقلص وينكمش مكونا ثقبا أسودا.
بدراسة مجرات الانفجار النجومي القريبة منا تعطينا الفرصة لمعرفة نشأة وتطور المجرات. وتوجد أعداد كبيرة من مجرات الانفجار النجمي بعيدة عنا مثلما صورها تلسكوب هابل الفضائي فيما يسمى «تصوير هابل العميق» Hubble Deep Field، ولكن تلك المجرات بعيدة جدا عنا مما يصعب دراستها باستفاضة. ولكن دراسة تلك القريبة منا تزودنا بمعرفة ما كان يجرى للمجرات في الماضي عند نشأة الكون حيث أن الضوء الذي نراه اليوم لمجرات بعيدة قد غادرها في وقت سابق عندما كان الكون نشأ (اقرأ انزياح نحو الأحمر).
ويبدو أن مجرات الانفجار النجمي نادرة في محيطنا القريب من المجرات، ولكنها تكثر في المناطق البعيدة عنا مما يجعلنا نستنتج أنها كانت كثيرة قبل بلايين السنين. وكانت المسافات بين المجرات أقصر منها اليوم فكانت تؤثر على بعضها البعض عن طريق الجاذبية. والتقارب بين بعض المجرات يكون حافزا على تنشيط التفجرات النجمية وتكوّن مجرات أكبر في الوقت الذي يزداد فيه الكون اتساعا.

## تفجرات نجمية معروفة

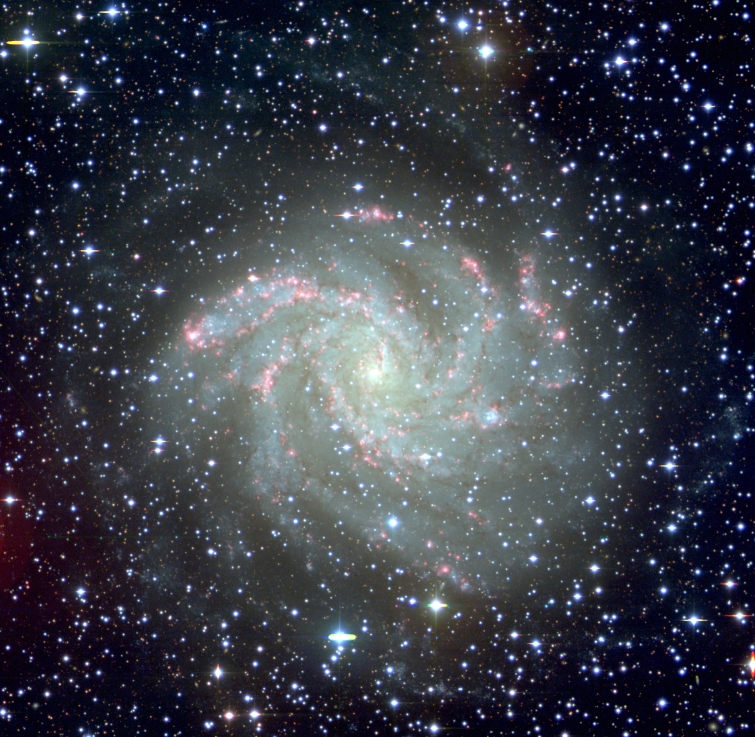
المجرة الحلزونية أن جي سي 6946.

تعتبر مجرة مسييه 82 مثلا معروفا جيدا لمجرة انفجار نجمي، فعي تحوي عددا كبيرا من النجوم الناشئة ناتجة عن تقاربها من المجرة الحلزونية مسييه 81. ويبين الرصد الفلكي الذي قام به تلسكوب راديوي لمناطق تلك المجرة المختلفة تدفقات عظيمة لغاز الهيدروجين المتعادل
streams of neutral hydrogen تربط بين المجرتين بسبب تقابلهما معا. كما تبين الصور الملتقطة للأشعة الراديوية القادمة من المنظقة مركزية للمجرة م82 بقايا مستعرات عظمى بأعداد كبيرة، تبقت من انفجار نجوم عملاقة كثيرة بعد انتهاء عمرها.
كذلك نعرف مجرة الهوائي وندرسها جيدا، والتي قدم لنا لها تلسكوب هابل الفضائي صورة بالغة العجب، نشرت عام 1997.
Hubble picture,.

## وصلات خارجية
- "Chandra :: Field Guide to X-ray Sources :: Starburst Galaxies". chandra.harvard.edu. مؤرشف من الأصل في 2019-05-31. اطلع عليه بتاريخ 2007-12-29.